# Newton (Illinois)
Newton település az Amerikai Egyesült Államok Illinois államában, Jasper megyében, melynek megyeszékhelye is. Lakosainak száma 2777 fő (2020. április 1.).

## Népesség
A település népességének változása:

| 2010 | 2 849 |
| 2020 | 2 777 |